# چارمین
چارمین (انگلیسی: Charmin) شرکت لوازم بهداشتی آمریکایی است، که در سال ۱۹۲۸ تأسیس شد و هم‌اکنون زیرمجموعه‌ای از شرکت پروکتر اند گمبل می‌باشد.